# Diapetimorpha albispinis
Diapetimorpha albispinis là một loài tò vò trong họ Ichneumonidae.